# زهاو بينغ
زهاو بينغ (بالصينية: 赵鹏) (20 يونيو 1983 ببنغبو في الصين - ) هو لاعب كرة قدم صيني في مركز الدفاع. شارك مع منتخب الصين لكرة القدم. أما مع النوادي، فقد لعب مع غوانغجو إفرغراند تاوباو ونادي تشانغتشون ياتاي ونادي هينان جيانيي.

## روابط خارجية
- زهاو بينغ على موقع قاعدة بيانات كرة القدم.إي يو (الإنجليزية)
- زهاو بينغ على موقع ناشيونال فوتبول تيمز (الإنجليزية)
- زهاو بينغ على موقع Soccerway.com (الإنجليزية)